# Kanya Pál
Kanya Pál (Tiszolc (Gömör vármegye), 1794. február 2. – Budapest, 1876. június 16.) ágostai evangélikus gimnáziumi tanár.

## Élete
Tanult Csetneken, Rozsnyón, Lőcsén és Pozsonyban; azután nevelő volt felsőmagyarországi több úri háznál. Mint művelt egyént, ki a magyar, német és tót nyelvet egyaránt bírta, ezenkívül a latin nyelvben is járatos és teológiai kandidátus volt, Schwartner ajánlatára 1821-ben a pesti ágostai evangélikus egyház megválasztotta tanárnak a polgári fiúiskola III. és IV. osztályába (syntaxis), hol naponkint egy órát a latin nyelvnek is szenteltek (mely intézet később gimnáziummá alakult át). Az iskola-igazgatói állást is reá ruházták 1825-ben, 1845-ben és 1860-ban. József főherceg-nádor rábízta István főherceg tanítását és eme viszony alkalmat szolgáltatott neki arra, hogy iskolájának pártfogását azon időben, midőn az 1850-es években minden szabadabb mozgalom és intézet elnyomására tört a bécsi miniszterium, a főherceg asszony befolyása által kieszközölheté. 1861-ben teljes fizetéssel nyugalomba vonult. Gyermekeinek egyike az irodalmi működéséről is ismert Emília, Szegfi Mórné, az ország első női lapszerkesztője volt.
Cikkei a Tudományos Gyűjteményben (1824. III. A magyar nyelv miveltetése módjáról, 1826. V. Oskolákat és tanítójokat érdeklő egyveleges gondolatok); a Nevelési Emléklapoknak (1847. Pestalozzi születésének emlékünnepélyére); az idősb Schedius Lajos János halotti tiszteletére kiadott Emlékszavak című munkában (Pest, 1848. Gedächtnissrede); a Divatcsarnokban (1853. Szónoklat); a Prot. Jahrbücherben (IV. 1857. Die Stipendien an deutschenUniversitäten); a budapesti ágostai evangélikus gimnázium Értesítőjében (1873. Budapesti ágostai hitvallású iskolák története 1825-ig); az országos közművelődési egyesület közgyűlésén 1873-ban: Isisch Tamás, élet- és jellemrajz c. felolvasást tartott.

## Művei
- Ferenczy János Közönséges Geographiája. Második kiadás után ujabb változások szerint korunk s az iskolák szükségeihez alkalmazta. Pest, 1840. (Ism. Tudom. Gyűjt. V.)
- Skizzen zur Geschichte der evangelischen Schulanstalten A. C. zu Pesth; aus Veranlassung der Freudenfeier der 50-jährigen ... Wirksamkeit... des Herrn Joh. Ludw. s Schedius. Uo. 1842. (Magyar ajánlással Schedius Lajosnak. Magyarul: A pesti á. v. evang. iskola rövid történetének vázlata cz. Uo. 1843.)
- Népszerű földrajzi oktatás, iskolai és magán használatára. Uo. 1847. Három kőny. táblával. (Ism. Budapesti Hiradó 650., 651. sz. Olcsó kiadás. Uo. 1857.)
- A számtan. Uo. 1848. (Olcsó iskolai könyvtár 6.)
- A pesti ágost. hitv. magyar-német egyesült evangyélmiak középponti főtanodája. Uo. 1864.